# プレーン・ウィルヘルム県
プレーン・ウィルヘルム県（Plaines Wilhems District）は、モーリシャスの県。
2015年の人口は36万8957人、面積は203.31km2、人口密度は1814.8人/km2。

## 概要
首都ポートルイスから内陸部に延びる都市圏を県域としており、モーリシャスで最も人口の多い県である。
北に接する首都ポートルイスから、県内には北から順にボーバッサン・ローズヒル、カトル・ボルヌ、ヴァコア・フェニックス、キュールピップといった都市が連続しており、モーリシャス最大の都市圏を形成している。
もともとは海岸部に位置するポートルイスから冷涼な気候を求めて島の中央に位置する内陸部の高原にあるキュールピップ市が開発され、両市を繋ぐように北から徐々に都市開発が進んでいって現在のような都市圏が形成された。
県内はキュールピップを中心とするアッパー・プレーン・ウィルヘルムとローズヒルを中心とするロウアー･プレーン・ウィルヘルムに分かれている。

## 隣接する県
- モカ県
- グラン・ポール県
- サバンナ県
- ブラックリバー県